# Ilhota Cala Iris
A Ilhota Cala Iris é uma ilhota em Marrocos, localizada no Mar de Alborão, na baía da aldeia Cala Iris, na província de Al Hoceima. Fica a cerca de 500 m da praia de Cala Iris. Esta ilhota faz parte do Parque Nacional de Al Hoceima. A ilhota Cala Iris é um dos poucos lugares onde a Patella ferruginea sobrevive, com uma população de 110 espécimes.